# HD 85512 b
El planeta HD85512 b es un planeta extrasolar que orbita la estrella HD 85512 a 36 años-luz de distancia, siendo el único planeta conocido del sistema, además de ser el que más se asemeja con las condiciones de vida en la Tierra. El planeta fue descubierto por el espectrógrafo HARPS, llamado así por las siglas en inglés de “Buscador de Planetas por Velocidad Radial de Alta Precisión”  del Observatorio Europeo del Sur (ESO).

## Localización
El planeta se encuentra orbitando la estrella HD 85512, una enana naranja de tipo espectral K5V (más fría que el Sol) a una distancia de 38.895.480 kilómetros, lo que equivale en nuestro sistema solar a estar ligeramente más alejado del Sol que Venus, esta distancia la hace situarse justo a los límites de la zona habitable, la distancia justa para que pueda tener agua líquida en su superficie. La estrella, a 36,4 años luz de distancia, se puede localizar en la constelación de Vela.

## Descubrimiento
Fue descubierto por el programa GTO del HARPS (que estudia los parámetros orbitales y la velocidad radial de pequeños planetas rocosos). Tras estudiar estos datos, un grupo de astrónomos del Centro de Astrofísica Harvard-Smithsonian y del Instituto de Astronomía Max Planck, entre ellos Lisa Kaltenegger, la directora de la investigación, publicaron su descubrimiento.

## Características
El planeta se caracteriza por ser uno de los pocos mundos conocidos capaces de albergar vida, ya que se encuentra a la distancia justa de su sol y posee el tamaño adecuado (unas 3,5 masas terrestres). Simulaciones hechas por la doctora Lisa Kaltenegger y por su equipo han demostrado que si el planeta, tuviera una atmósfera de CO₂/H₂O/N₂ parecida a la Tierra, le bastaría con tener el 50% de la atmósfera cubierta de nubes (en el caso de la Tierra la superficie cubierta asciende al 60%) para que sea capaz de albergar agua líquida en su superficie.
Este planeta es el segundo (o tercero si se cuenta a Gliese 581 g)  de estas características descubierto, siendo el primero Gliese 581 d. En los dos casos estos planetas solo pueden albergar vida si se dan las condiciones de tener una atmósfera parecida a la de la Tierra, la usada en los modelos matemáticos. Algo que, con la tecnología actual, es imposible descubrir.

## Kepler 22b
Fue descubierto en 2011 por un equipo internacional de científicos de Estados Unidos, Dinamarca, Reino Unido, Australia, Países Bajos y Francia. Se encuentra a 535,9 años luz de la Tierra.
Foto: The Planetary Habitability Laboratory @ UPR Arecibo (phl.upra.edu)